# Dendrobium chryseum
Dendrobium chryseum är en orkidéart som beskrevs av Robert Allen Rolfe. Dendrobium chryseum ingår i släktet Dendrobium, och familjen orkidéer. Inga underarter finns listade i Catalogue of Life.

## Bildgalleri

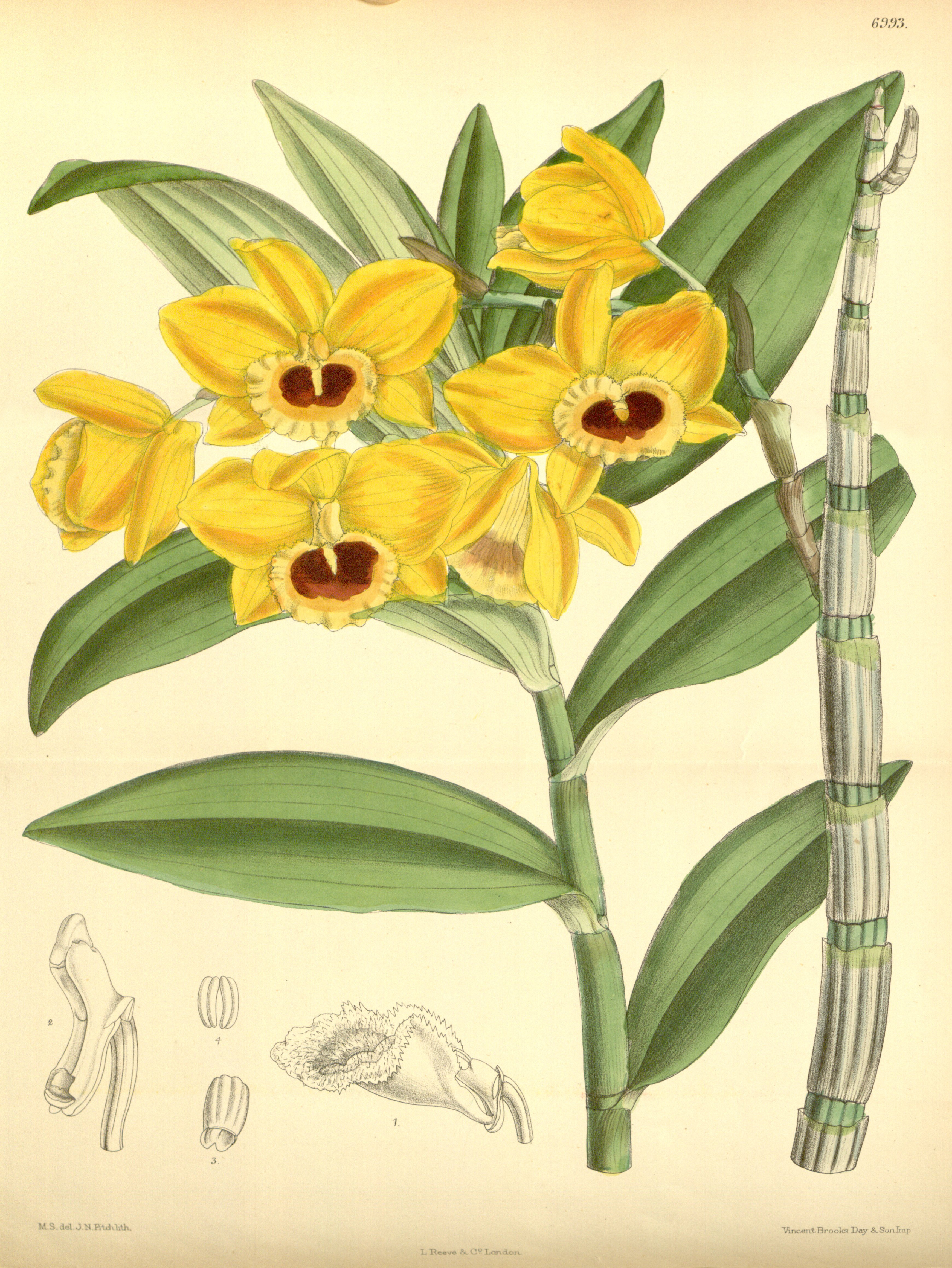